# Stella (romanzo)
Stella (Se ci credi davvero tutti i desideri possono avverarsi) è un libro pubblicato da Sergio Bambarén nel 2002.
Il libro è composto da 11 capitoli in cui i protagonisti sono animali ed in particolare la giovane pennuta che deve conquistare il suo brevetto d'ali. Ci riuscirà grazie al saggio amico gufo Abramo e potrà provare a compiere la sua missione. Un romanzo breve sulla natività ed adatto ai bambini. 

## Edizioni
- Sergio Bambarén, Stella, Sperling & Kupfer Editori, 1992, ISBN 88-200-3266-X.